# Acílio Severo
Acílio Severo (em latim: Acilius Severus) foi um oficial romano do século IV, ativo sob os imperadores Constantino (r. 306–337) e Licínio (r. 308–324).

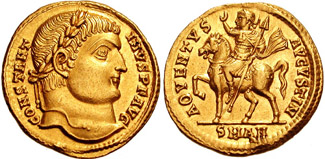
Soldo de Constantino r.

## Vida
Provavelmente viveu na Hispânia. Correspondeu-se com Lactâncio e era ancestral de Acílio Severo. Talvez pode ser associado ao oficial homônimo ativo em 322-323 e talvez era pai do conde Severo. O nome "Acílio [...]" que ocorre em 7.º numa lista de senadores proeminentes do começo do século IV pode referir-se a ele. Em 323, Severo foi cônsul anterior com Vécio Rufino, mas não foram reconhecidos no Oriente. Entre 4 de janeiro de 325 e 13 de novembro de 326 foi prefeito urbano de Roma.